# Agostino Carracci
(Epitaffio di Agostino Carracci scritto da Claudio Achillini e collocato in un riquadro della volta del Palazzo del Giardino lasciato vuoto a causa della morte del pittore)
Agostino Carracci (Bologna, 16 agosto 1557 – Parma, 23 febbraio 1602) è stato un pittore e incisore italiano.
Fratello maggiore di Annibale Carracci e cugino di Ludovico Carracci fu anch'egli un artista di talento. Fu anche, a dispetto delle modeste origini familiari dei Carracci, un uomo di cultura e d'ingegno notevoli.

## Biografia

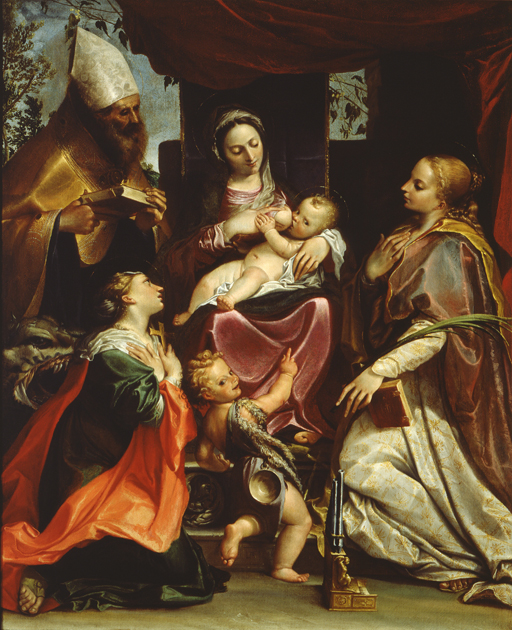
Agostino Carracci, Madonna con Bambino e santi, 1586, Parma, Galleria Nazionale

Si formò nell'ambiente tardo-manieristico bolognese, frequentando dapprima la bottega di un orafo per imparare l'arte dell'incisione, quindi la bottega di Prospero Fontana, poi quella di Bartolomeo Passarotti e infine lo studio dell'architetto e intagliatore Domenico Tibaldi.
Secondo il Bellori, nell'apprendistato di Agostino vi sarebbe stato anche un periodo presso la bottega dello scultore Alessandro Menganti, autore della celebre statua bronzea Gregorio XIII, che tuttora sovrasta l'ingresso principale del Palazzo Comunale di Bologna.
Negli anni settanta del Cinqucento frequenta lo studio di Cornelis Cort e comincia la sua attività di incisore copiando i dipinti di maestri bolognesi del tempo come Lorenzo Sabbatini, Orazio Samacchini e Denijs Calvaert.
Negli anni a seguire fece viaggi di studio e soggiornò a Venezia nel 1582,  a Parma tra il 1586 e il 1587,  e nuovamente nella città lagunare tra il 1587 e il 1589.
Particolarmente rilevante fu l'attività incisoria che svolse a Venezia. Qui entrò in stretti rapporti con Paolo Veronese - del quale divenne in un certo senso l'incisore ufficiale -
e con il Tintoretto, che ne apprezzava grandemente l'abilità grafica. Secondo quanto tramandano le fonti, questi sentimenti del Tintoretto nei confronti di Agostino sarebbero dovuti all'ammirazione suscitata nel primo dall'incisione della Crocifissione della Scuola Grande di San Rocco, capolavoro di Tintoretto, che in effetti è una delle prove grafiche più note del Carracci. Il sodalizio con il Robusti fu così forte che il grande pittore avrebbe fatto da padrino di battesimo per Antonio Carracci, figlio di Agostino nato Venezia.
Sempre negli ottanta del XVI secolo eseguì varie stampe tratte da quadri di Correggio, come la Madonna di san Girolamo o il Commiato di Cristo dalla madre. Altra famosa stampa di Agostino tratta dall'Allegri deriva dall'Ecce Homo ora nella National Gallery di Londra.
Tra i grandi pittori da cui il Carracci trasse delle incisioni vi è anche Federico Barocci, del quale riprodusse (nel 1595) La fuga di Enea da Troia della Galleria Borghese.
Altre importanti imprese di Agostino in campo grafico sono l'illustrazione del libro di Antonio Campi Cremona Fedelissima (storia della Città di Cremona, pubblicato nel 1585) e la collaborazione alla prima edizione illustrata della Gerusalemme liberata, di Torquato Tasso, pubblicata a Genova nel 1590. Delle venti incisioni che corredano questo volume, dieci sono di mano di Agostino.

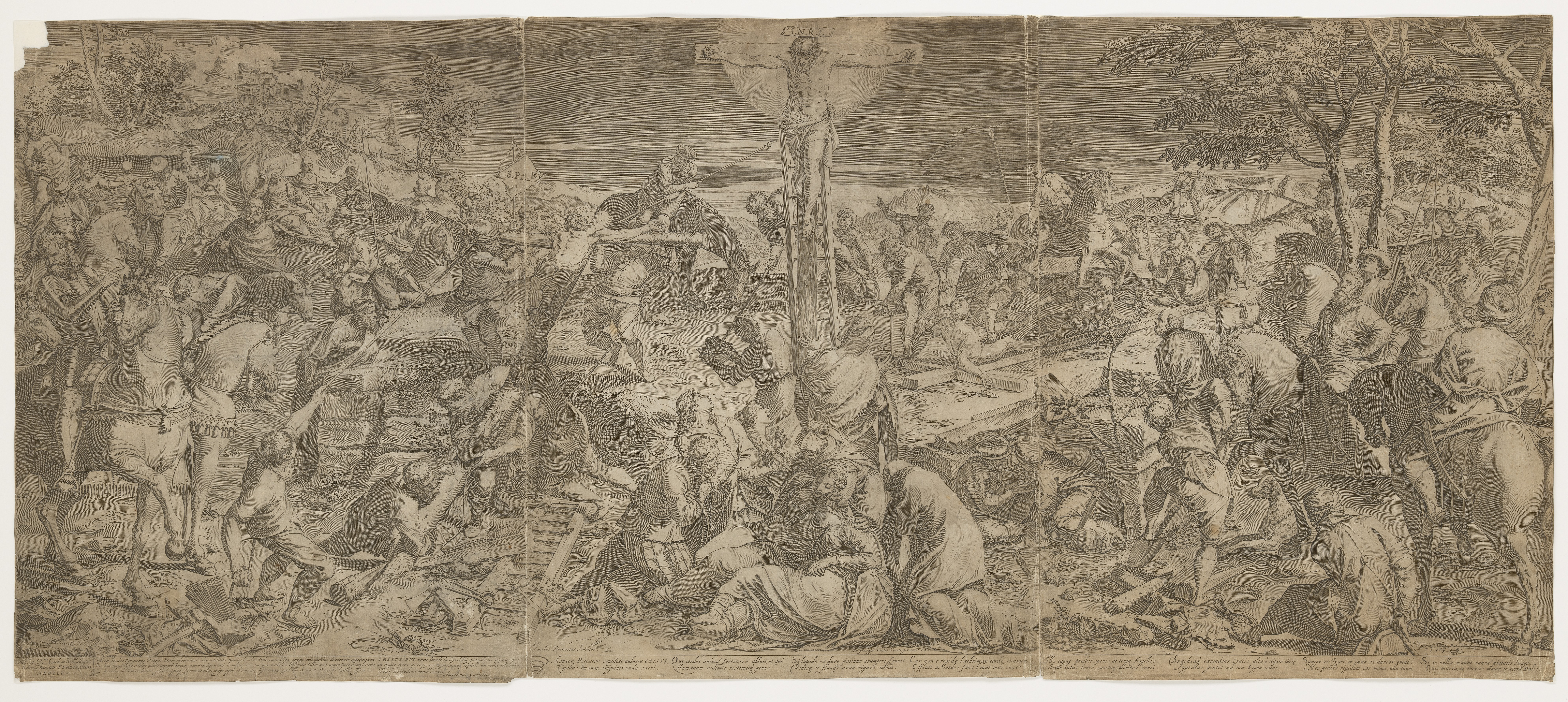
Agostino Carracci, Crocifissione (da Tintoretto), 1589

Tra le ulteriori iniziative di Agostino Carracci che si ricordano in questo campo vi è la realizzazione, presumibilmente tra il 1590 e il 1595, di alcune incisioni erotiche note come Lascivie: non è chiaro se si tratti di una serie unitaria o piuttosto di singole stampe da vendere autonomamente, né vi è certezza sul numero di esse.  Le stampe sono relative a soggetti mitologici o biblici ed hanno un contenuto sensuale piuttosto blando, ma suscitarono egualmente la decisa collera del papa Clemente VIII.
Agostino Carracci fu con ogni probabilità il miglior incisore italiano del suo tempo, mettendo a punto una tecnica grafica che divenne un imprescindibile riferimento per quest'arte. Poche però sono le incisioni di invenzione di Agostino (cioè basate su una sua idea originale), essendo la gran parte della sua opera in questo campo costituita da incisioni di traduzione (cioè riproduttive di lavori altrui, essenzialmente dipinti di celebri pittori).
Ebbe un ruolo importante nell'animazione della celebre Accademia degli Incamminati messa su, nei primi anni ottanta del Cinquecento, con il fratello e il cugino, al servizio della quale mise non solo il suo talento artistico, ma anche la grande erudizione che tutte le fonti biografiche gli riconoscono. Dei tre Carracci, infatti, Agostino fu per così dire l'intellettuale del gruppo: probabilmente (anche se non è certo) fu membro della bolognese Accademia dei Gelati, sodalizio di letterati, poeti e studiosi. Anche a Roma è plasubile che egli abbia avuto contatti con la colta élite gravitante attorno a Cinzio Passeri Aldobrandini.
La sua precoce conoscenza degli stili veneto e parmense (favorita dalla pratica incisoria) fu probabilmente un rilevante stimolo sia per il cugino Ludovico e ancor di più per il fratello Annibale, influenzandone i futuri sviluppi artistici.
Lo si avvarte già negli affreschi di Palazzo Fava, a Bologna, raffiguranti le Storie di Giasone e Medea, eseguiti nel 1584. È la prima impresa collettiva dei cugini Carracci e si ipotizza che il maggior contributo ideativo per quest'opera provenga proprio da Agostino.

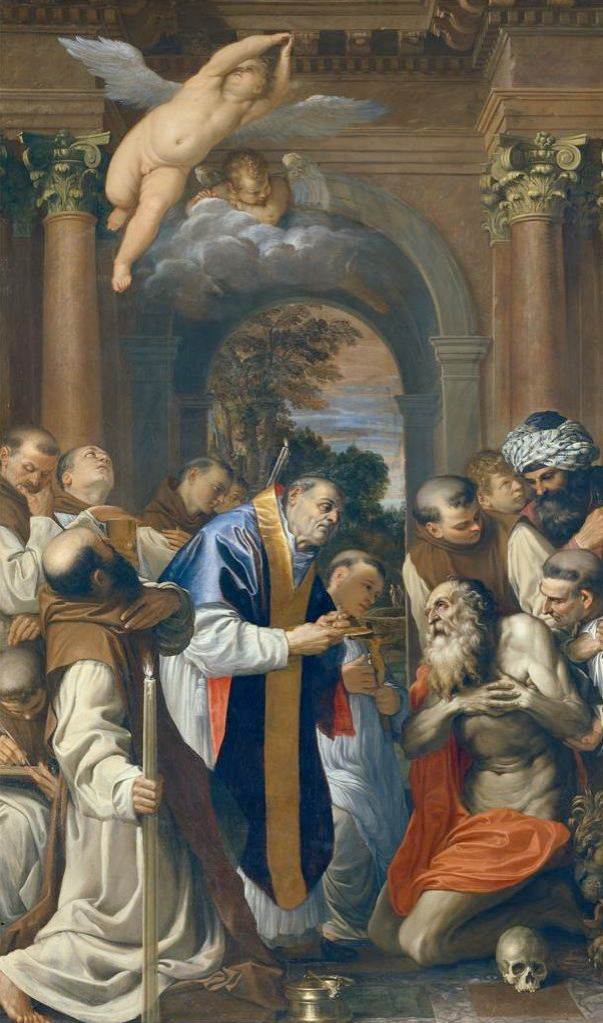
Agostino Carracci, Comunione di san Girolamo, 1592-1597, Bologna, Pinacoteca Nazionale

Al 1586 risale la Pala con la Madonna con Bambino e Santi, della Galleria Nazionale di Parma, che è tra le sue prime opera individuali di cui sia possibile una datazione sicura.
Tra il 1590 e il 1592 prende parte ad una nuova rilevante impresa collettiva con il fratello e il cugino: si tratta degli affreschi di Palazzo Magnani (ancora a Bologna) raffiguranti le Storie della fondazione di Roma, tappa fondamentale della riforma carraccesca della pittura.
All'incirca nello stesso periodo avvia la Comunione di san Girolamo (il suo capolavoro), ora conservata nella Pinacoteca Nazionale di Bologna, dove predominano le citazioni colte di artisti come Tiziano, Tintoretto, Paolo Veronese, Raffaello e anche Parmigianino da cui riprende le eleganze stilistiche.
Agostino Carracci fu anche un abile ritrattista come comprova un'opera di notevole rilievo quale il presunto Ritratto di Olimpia Luna.
Nel 1598 raggiunse il fratello Annibale a Roma, per collaborare alla celebre impresa della decorazione della Galleria Farnese. Agostino Carracci eseguì due quadri riportati della volta della Galleria - l'inafferabile Trionfo marino e il riquardo con Aurora e Cefalo - e forse ebbe un ruolo nell'ideazione del complesso e raffinato tema iconologico di questa capitale opera d'arte, incunabolo dell'era barocca.
Sempre al servizio dei Farnese realizzò,  tra il 1598 e il 1600, il Triplo ritratto di Arrigo peloso, Pietro matto e Amon nano, ora a Napoli, particolarissimo esempio di pittura di genere.
La sua esperienza romana si interruppe piuttosto bruscamente a causa di un litigio con suo fratello le cui ragioni non sono ancora del tutto chiare.
Nel 1600 è chiamato a Parma da Ranuccio I Farnese (del quale eseguì più ritratti), dove avviò la decorazione della volta di un ambiente del Palazzo del Giardino (Sala d'Amore) con affreschi mitologici dal significato allegorico.
Il ciclo di Palazzo del Giardino è forse un altro epitalamio per le nozze tra Ranuccio Farnese e Margherita Aldobrandini, funzione celebrativa che si suppone abbiano anche gli affreschi della Volta della Galleria di Palazzo Farnese a Roma. Altro possibile sottotesto di questo ciclo è l'omaggio ad Alessandro Farnese, padre di Ranuccio, che era stato insignito dalla Corona di Spagna dell'ordine del Toson d'oro. Alluderebbe a questo evento la figura di Peleo, che compare in più riquadri dell'affresco di Agostino. Peleo, infatti, partecipò alla spedizione degli Argonauti, la cui finalità era impossessarsi del Vello d'oro, cui si associa (benché vi siano spiegazioni alternative dell'origine di questo simbolo araldico) il Toson d'oro.
Agostino abbandonò quest'impresa, che rimase incompiuta, a causa dell'aggravarsi delle sue condizioni di salute. Trascorse le ultime settimane della sua vita nel convento dei Cappuccini di Parma, dove, secondo la testimonianza del Bellori, avrebbe realizzato un dipinto con San Pietro penitente, opera che non si è conservata (o che non è stata ancora identificata).
Agostino Carracci morì il 23 febbraio 1602 e fu sepolto nel duomo di Parma. La città di Bologna - con particolare coinvolgimento degli ambienti artistici, letterari e accademici -  gli tributò una solenne commemorazione funebre (nel gennaio del 1603), rara all'epoca per un artista, come forse non se vedevano in Italia dai tempi delle esequie di Michelangelo.
Agostino Carracci fu il primo maestro di artisti di notevole talento come il Domenichino e Giovanni Lanfranco che dopo la sua morte si trasferirono a Roma per entrare nella bottega di Annibale Carracci. Anche suo figlio Antonio si aggregò alla bottega dello zio.

## La fortuna critica

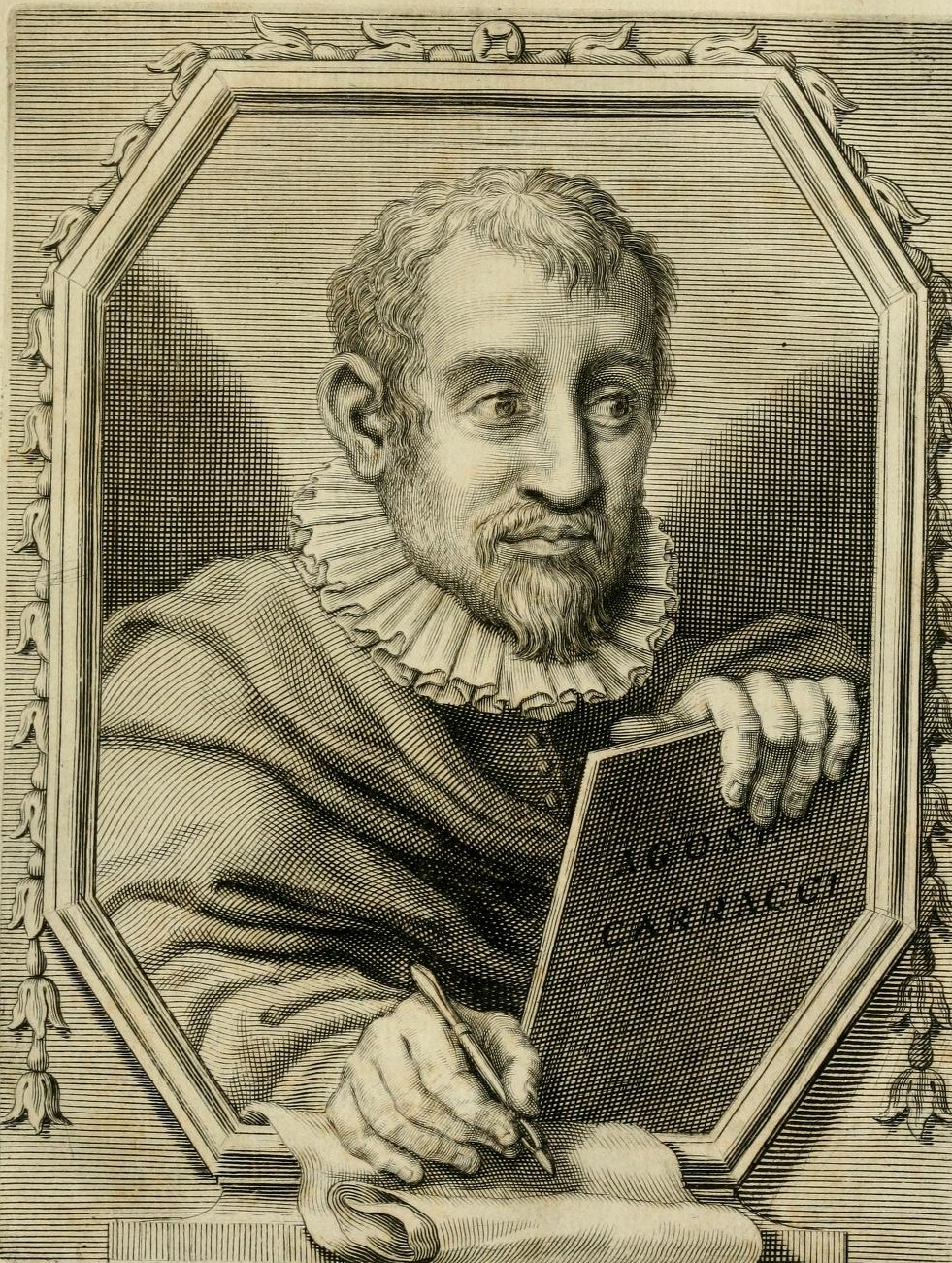
Albertus Clouwet, Ritratto di Agostino Carracci (incisione) nelle Vite del Bellori, 1672

Mentre è riconosciuto il suo indubbio valore in campo grafico, in quello più strettamente pittorico Agostino (pur ammirato dai suoi contemporanei) finì con l'essere schiacciato dalla soverchiante fama del fratello Annibale. Forse anche la stessa lunga pratica incisoria finì per svantaggiarlo, facendolo percepire più incline alla copia che all'ideazione.
Anche il Bellori, che pure incluse Agostino Carracci nella sua selettiva raccolta di biografie di artisti (Vite de' pittori, scultori e architetti moderni, 1672), diede una descrizione della sua attività di pittore - con la sola eccezione della Comunione di san Girolamo, opera che Bellori invece elogia decisamente - quasi limitata al ruolo di spalla di suo fratello minore e gli rimprovera di essersi troppo dedicato alla produzione grafica.
La moderna fortuna critica dell'Agostino Carracci pittore probabilmente risente ancora di questi retaggi negativi. Il fatto stesso che ad oggi esista su di lui una sola monografia di rilievo (Ostrow 1966, mai tradotta in italiano)  e che non si sia mai tenuta una mostra individuale su questo artista, sono probabilmente indici significativi in questo senso.
Anche il catalogo della sua opera pittorica è piuttosto incerto e spesso, in passato, alcune sue opere sono state attribuite sia ad Annibale che a Ludovico. Valgano come esempi in questo senso il notevole Ritratto di Ulisse Aldrovandi (1584-86), dell'Accademia Carrara di Bergamo, per il quale si fece il nome di Ludovico, o la Festa campestre (1584) del Museo di belle arti di Marsiglia che venne attribuito ad Annibale: opere entrambe per le quali vi è oggi ampio consenso critico circa la spettanza ad Agostino Carracci.
Non mancano però segnali di una rivalutazione critica anche dell'Agostino pittore, via via che si fa strada una miglior consapevolezza del ruolo da lui rivestito a fianco dei più noti parenti e che migliora la conoscenza della sua opera personale.

## Opere (parziale)
- L'Annunciazione, 1575-1600 ca, olio su tela, 48 x 35 cm, Parigi, Museo del Louvre.
- Ritratto di un gentiluomo, 1584-1590 ca, olio su tela, 68 x 54 cm, Tulsa, Philbrook Museum of Art.
- Morte di Atteone, 1584-1586 ca, olio su tela, 49 x 72 cm, Raleigh, Museo d'arte della Carolina del Nord.
- Deposizione nel sepolcro, 1586 ca, olio su tela, 191 x 156 cm, San Pietroburgo, Ermitage.
- Ritratto di un giovane, 1590 ca, olio su tela, 65 x 48 cm, Vienna, Österreichische Galerie Belvedere.
- Ritratto di dama come Giuditta, 1590-1595, olio su tela, 122,5 x 88,5 cm, Collezione privata.
- Comunione di san Girolamo, 1592, olio su tela, 376 x 224 cm, Pinacoteca Nazionale di Bologna.
- Assunzione della Vergine, 1592-1593, olio su tela, 349 x 209 cm, Bologna, Pinacoteca Nazionale.
- L'ultima cena, 1593-1594, olio su tela, 172 x 237 cm, Madrid, Museo del Prado.
- Triplo ritratto di Arrigo peloso, Pietro matto e Amon nano, 1598, olio su tela, Napoli, Museo di Capodimonte.
- Democrito, 1598, olio su tela, Napoli, Museo di Capodimonte.
- Venere che castiga Cupido, (?), olio su tela, 32 x 25 cm, Londra, Victoria and Albert Museum.